# Alue Pande
Alue Pande is een bestuurslaag in het regentschap Aceh Jaya van de provincie Atjeh, Indonesië. Alue Pande telt 134 inwoners (volkstelling 2010).